# لاله‌های واژگون (فیلم)
لاله‌های واژگون فیلمی به کارگردانی و تهیه‌کنندگی احمد عبدالهیان و به نویسندگی فتانه توفیقی محصول سال ۱۳۹۴ است.

## داستان فیلم
«لاله‌های واژگون» براساس وصیت‌نامه حمید باکری از سرداران جنگ ایران و عراق نوشته شده‌است و سرگذشت رزمندگان جبهه و جنگ را نمایش می‌دهد. کسانی که بعد از گذشت سال‌ها از جنگ تحمیلی پیش‌بینی حمید باکری در مورد آنان محقق شده‌است…